# Paul Krassner
Paul Krassner (Brooklyn, 9 aprile 1932 – Desert Hot Springs, 21 luglio 2019) è stato uno scrittore satirico statunitense.

## Biografia
Fondatore nel 1958 della rivista The Realist, di cui è stato anche collaboratore e direttore, è stato una figura chiave della controcultura degli anni sessanta. Ha fatto parte del gruppo dei Merry Pranksters di Ken Kesey ed è stato cofondatore dello Youth International Party (yippies), di cui ideò il nome.